# Fuoco assassino 2
Fuoco assassino 2 (Backdraft 2) è un film del 2019 diretto da Gonzalo Lopez-Gallego. È il sequel di Fuoco assassino, film del 1991 diretto da Ron Howard

## Trama
L'investigatore di incendi dolosi Sean McCaffrey, figlio del defunto tenente Stephen "Bull" McCaffrey, lavora presso la stazione 17 dei vigili del fuoco di Chicago, una delle unità della divisione gestita da suo zio, vice capo distretto dell'ufficio di Chicago per le indagini sugli incendi (OFI) Brian McCaffrey. Sean preferisce lavorare da solo ed è inizialmente scortese quando il Capitano White della Stazione 17 gli dice che deve seguire il protocollo e lavorare con una partner, Maggie Rening.
Alla nuova squadra viene assegnato un incendio che ha ucciso cinque giovani ad Halloween. Dopo aver confermato che l'incendio è doloso, in seguito catturano un piromane che dice loro di aver rifiutato un premio  enorme per appiccare l'incendio di Halloween. Sean parla con Ronald Bartel, un piromane omicida che è stato in prigione per decenni. Bartel fornisce informazioni che includono il coinvolgimento di terroristi, utilizzando il fuoco per distrarre dal furto di missili. Una bomba viene piazzata a casa di Sean, il quale chiama Brian e gli racconta cosa è successo. Brian passa e vede se riesce a disinnescarlo, ma muore nel processo. Viene  celebrato un funerale per Brian e Sean gli dice addio proprio come aveva salutato suo padre decenni prima. Ronald esprime le condoglianze a Sean e gli spiega dove potrebbero frequentare i terroristi. Sean e Maggie danno la caccia ai terroristi, che vengono successivamente uccisi durante un conflitto a fuoco. E il film finisce quando arriva una chiamata per un altro incendio.